# 対面乗り換え

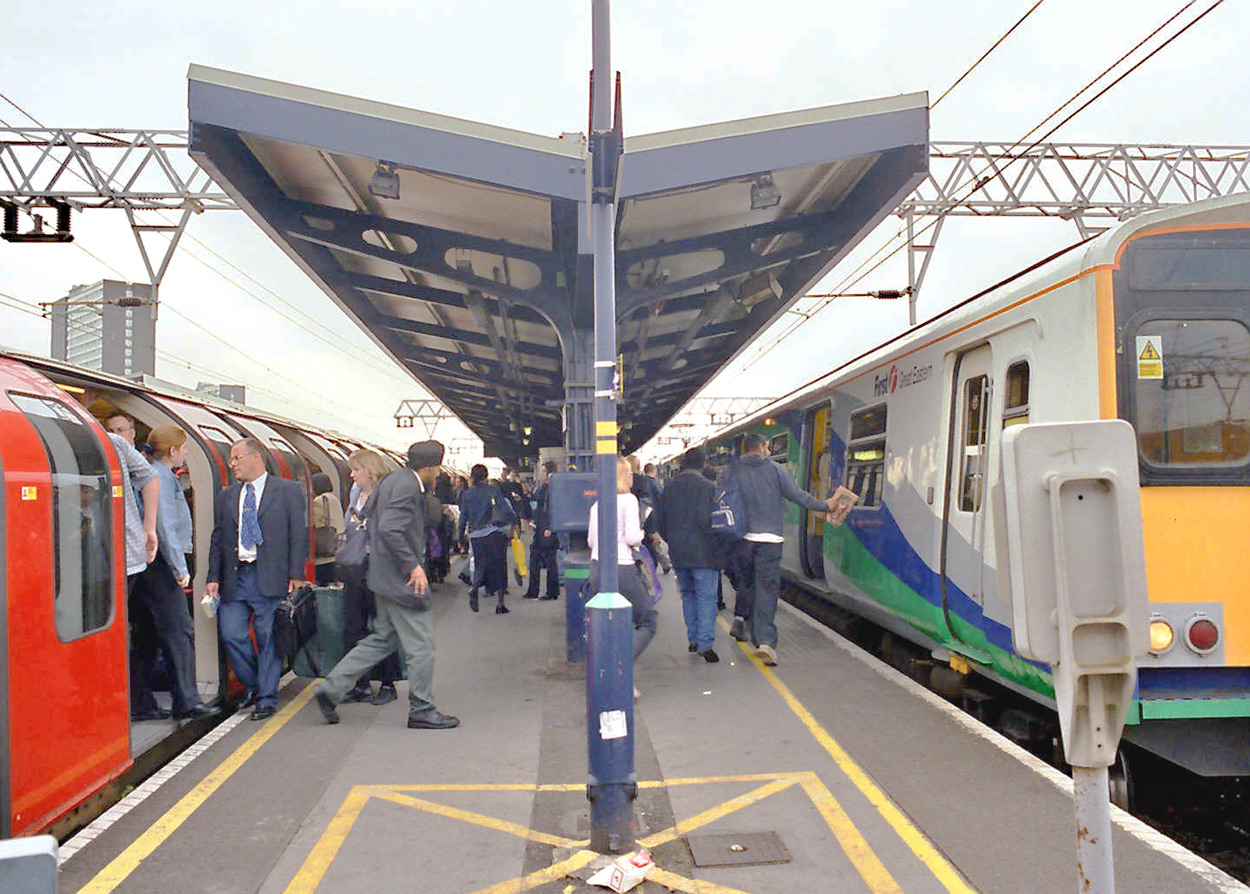
ロンドン・ストラトフォード駅での地下鉄と近郊列車の対面乗り換え

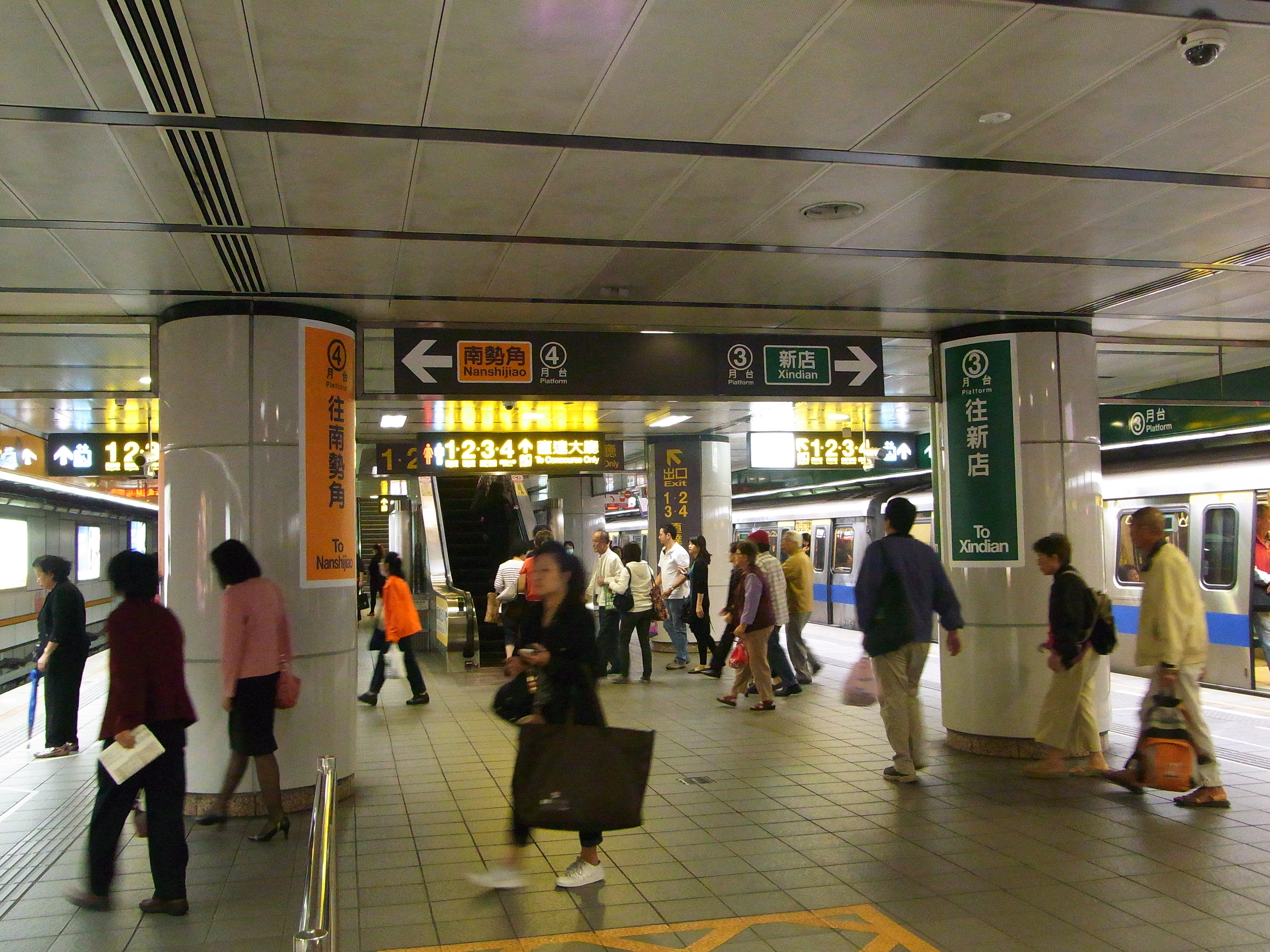
台北・古亭駅でのMRT新店線と中和新蘆線の対面乗り換え

対面乗り換え（たいめんのりかえ）とは、鉄道の乗り換えの形態の一つで、島式ホームの両側に止まった列車相互で乗り換えるもの。同一ホーム乗り換え、平面乗り換えなどと呼ばれることもあるが、これらの場合必ずしも島式ホームの対面のみではなく、切欠きホームのように離れた場所に停車した列車との乗り換えを指すこともある。和製英語でホームタッチと呼ぶ時もある。

## 利点と欠点
利点
- 乗り換えのための移動距離・時間が最小になるほか、列車間の移動のための上下移動が不要になる。
- 階段や連絡通路などのボトルネックが生じない。
- 乗り換え先の列車・種別がすぐ隣に見えているため、迷う心配もない。
- 一般に旅客は乗り換えに対し抵抗感を抱くが、対面乗り換えでは上記の利点があるためその抵抗を最小にすることができる。
- 平行移動のみで上下移動がないため、バリアフリーの観点からも推奨されている。

欠点
- 対面乗り換えを実現するためには駅の構造やダイヤを工夫する必要がある。
- 乗り換え用のホームの建設費や用地が余分に必要になる。
- すべての乗り換えの組合わせに対して対面乗り換えができるわけではなく、一部の組合わせに対して対面乗り換えを行うようにすると、他の組合せではかえって不便になることがある。

## 事例

### 同一方向の対面乗り換え

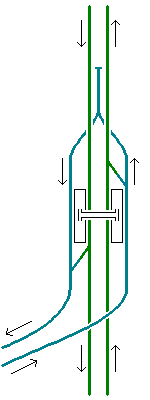
モスクワ地下鉄 カシルスカヤ駅

待避駅や方向別複々線、路線の分岐駅や交差駅では、同方向の線路の間に島式ホームを設けることで対面乗り換えが可能になる。
待避駅
複々線などを使わずに対面乗り換えによる緩急接続を行う方法としては最も一般的なもので、主に大手私鉄やJRの都市間路線を中心に見られる。多くの場合、先の各駅停車を待避線側のホームに停車させ、後から来た優等列車が本線のホームに停車し、先着の各駅停車より先に発車するという方式が取られている。優等列車が停車しない駅から乗った乗客が主要駅・ターミナル駅へ向かう際は、この駅で優等列車に乗り換える（逆も同様）。
方向別複々線
方向別複々線を採用している路線では、同一方向の列車同士が隣り合って走行するため、双方にホームを配置することで対面乗り換えが容易にできる。多くの場合、各駅停車と優等種別で線路が分けられている場合の緩急接続に用いる。
JR西日本では、琵琶湖線・JR京都線・JR神戸線の複々線区間の主要駅において、それぞれ別線を走る新快速・快速と普通の対面乗り換えを行っている（京都駅・大阪駅・神戸駅などでは一部時間帯は別々のホームに発着）。JR東日本の山手線と京浜東北線は、田端 - 田町間が方向別複々線であり、昼間に京浜東北線で快速が運転される時間では緩急接続の役割も果たしている。その他、西武池袋線の練馬 - 石神井公園間なども同様。
線路別複々線
線路別複々線を採用している路線では、反対方向の列車同士が隣り合って走行するために対面乗り換えができず、乗換客に上下移動を強いるケースがほとんどだが、特定の駅の前後に立体交差を設けてその駅の構内のみを方向別複々線にすることで、対面乗り換えを可能とした事例もある。
このような駅の事例として、東海道本線 戸塚駅の東海道線（上野東京ライン）と横須賀線（湘南新宿ライン）、中央本線・総武本線 御茶ノ水駅の中央線快速と中央・総武緩行線の事例がある。これら2つの駅は、実質的に後述する分岐駅としての役割も兼ね備えている。
分岐駅
路線が二股に別れ、起点からそれぞれの方向へ行く列車が交互に運転される際、分岐駅でその列車が行かない方向の列車と対面乗り換えで接続する場合がある。逆方向も同様で、合流点で終点になる列車もその先まで行く列車と対面乗り換えによる接続を行う。これにより、その列車の行先に関係なく短時間の接続で移動できるようになる。
例として、西武鉄道の新宿線とそこから分岐する拝島線は、基本的に小平駅で対面乗り換えを行っている。拝島線内のみで完結する列車は一部を除き新宿線の電車と接続を行っているなど、多くの場合は行先に関係なく小平駅での対面乗り換えをすることにより、本川越発着列車と拝島線発着列車の双方とも短時間の接続で利用することが可能。
相互直通運転を行っている路線の場合、その境界駅で対面乗り換えが可能な駅が多い。多くの駅では郊外鉄道の駅に地下鉄の駅が乗り入れる形となっているが、泉岳寺駅のように地下鉄の駅に郊外鉄道が乗り入れる形となっている事例もある。練馬駅や笹塚駅、淡路駅のように、地下鉄へ乗り入れる支線と本線が接続している事例もある。
| 事業者                      | 路線                                                           | 駅             | 接続方向                                                                     | 備考 |
| --------------------------- | -------------------------------------------------------------- | -------------- | ---------------------------------------------------------------------------- | --- |
| JR東日本                    | 外房線 京葉線 内房線                                           | 蘇我駅         | 外房線千葉方面 / 京葉線新木場方面                                            | 千葉から総武快速線に直通 京葉線の当駅折り返しとは対面接続しない                                                                            |
| JR東日本                    | 外房線 京葉線 内房線                                           | 蘇我駅         | 外房線大網方面 / 内房線木更津方面                                            | 千葉から総武快速線に直通 京葉線の当駅折り返しとは対面接続しない                                                                            |
| 東武鉄道 東京メトロ         | 東上本線 有楽町線 副都心線                                     | 和光市駅       | 東上線池袋方面 / 有楽町線新木場方面・副都心線渋谷方面                        | 有楽町線と副都心線は当駅 - 小竹向原の線路を共用                                                                                            |
| 東武鉄道                    | 伊勢崎線                                                       | 曳舟駅         | 浅草方面 / 押上方面                                                          | 押上から東京メトロ半蔵門線に直通 正式な分岐駅はとうきょうスカイツリーおよび押上 が、改札外乗り換え。                                       |
| 東武鉄道                    | 伊勢崎線 日光線                                                | 東武動物公園駅 | 伊勢崎線伊勢崎方面 / 日光線東武日光方面                                      | |
| 東武鉄道                    | 日光線 鬼怒川線                                                | 下今市駅       | 日光線東武日光方面 / 鬼怒川線新藤原方面                                      | |
| 西武鉄道 東京メトロ         | 西武有楽町線 有楽町線 副都心線                                 | 小竹向原駅     | 有楽町線新木場方面 / 副都心線渋谷方面                                        | 正式な分岐駅は池袋だが、到着するホームが異なり、改札外乗り換え                                                                             |
| 西武鉄道 東京メトロ         | 西武有楽町線 有楽町線 副都心線                                 | 小竹向原駅     | 西武線練馬方面 / 有楽町線・副都心線和光市方面                                | 有楽町線と副都心線は和光市 - 当駅の線路を共用                                                                                              |
| 西武鉄道                    | 池袋線 西武有楽町線 豊島線                                     | 練馬駅         | 池袋線池袋方面 / 西武有楽町線小竹向原方面                                    | 小竹向原から東京メトロ有楽町線・副都心線に直通                                                                                             |
| 西武鉄道                    | 池袋線 西武有楽町線 豊島線                                     | 練馬駅         | 池袋線飯能方面 / 豊島線豊島園方面                                            | |
| 西武鉄道                    | 新宿線 拝島線                                                  | 小平駅         | 新宿線本川越方面 / 拝島線拝島方面                                            | |
| 京成電鉄                    | 本線 押上線                                                    | 青砥駅         | 本線京成上野方面 / 押上線押上方面                                            | 押上から都営地下鉄浅草線に直通 |
| 京成電鉄 北総鉄道           | 本線 成田スカイアクセス線 北総線                               | 京成高砂駅     | 本線成田空港方面 / 成田スカイアクセス線成田空港方面 / 北総線印旛日本医大方面 | 成田スカイアクセス線と北総線は当駅 - 印旛日本医大の線路を共用                                                                              |
| 京王電鉄                    | 京王線 京王新線                                                | 笹塚駅         | 京王線新宿方面 / 京王新線新宿（新線新宿）方面                                | 京王新線新宿から都営地下鉄新宿線に直通 正式な分岐駅は新宿 であり、改札内乗り換えはできるが、到着するホームが異なる。                       |
| 京王電鉄                    | 京王線 相模原線                                                | 調布駅         | 京王線京王八王子方面 / 相模原線橋本方面                                      | |
| 京王電鉄                    | 京王線 高尾線                                                  | 北野駅         | 京王線京王八王子方面 / 高尾線高尾山口方面                                    | |
| 東急電鉄                    | 東横線 目黒線                                                  | 田園調布駅     | 東横線渋谷方面 / 目黒線目黒方面                                              | 当駅 - 日吉駅間は方向別複々線となっている                                                                                                  |
| 東急電鉄                    | 東横線 東急新横浜線                                            | 日吉駅         | 東横線横浜方面 / 東急新横浜線新横浜方面                                      | 横浜からみなとみらい線に、新横浜から相鉄新横浜線方面にそれぞれ直通                                                                         |
| 東急電鉄                    | 田園都市線 大井町線                                            | 二子玉川駅     | 田園都市線渋谷方面 / 大井町線大井町方面                                      | 当駅 - 溝の口駅間は方向別複々線 |
| 京浜急行電鉄 都営地下鉄     | 本線 浅草線                                                    | 泉岳寺駅       | 京急本線浦賀方面 / 浅草線西馬込方面                                          | |
| 京浜急行電鉄                | 本線 空港線                                                    | 京急蒲田駅     | 本線浦賀方面 / 空港線羽田空港方面                                            | 空港線の発着する番線が列車により異なるため、 必ずしも対面接続が可能とは限らない                                                            |
| 京浜急行電鉄                | 本線 空港線                                                    | 京急蒲田駅     | 本線品川方面 / 空港線羽田空港方面                                            | 空港線の発着する番線が列車により異なるため、 必ずしも対面接続が可能とは限らない                                                            |
| 京浜急行電鉄                | 本線 逗子線                                                    | 金沢八景駅     | 本線浦賀方面 / 逗子線逗子・葉山方面                                          | 早朝・深夜帯をのぞく |
| 京浜急行電鉄                | 本線 逗子線                                                    | 金沢八景駅     | 本線品川方面 / 逗子線逗子・葉山方面                                          | 早朝・深夜帯のみ |
| 京浜急行電鉄                | 本線 久里浜線                                                  | 堀ノ内駅       | 本線浦賀方面 / 久里浜線三崎口方面                                            | |
| 小田急電鉄 東京メトロ       | 小田原線 千代田線                                              | 代々木上原駅   | 小田原線新宿方面 / 千代田線綾瀬方面                                          | |
| 小田急電鉄                  | 小田原線 江ノ島線                                              | 相模大野駅     | 小田原線小田原方面 / 江ノ島線片瀬江ノ島方面                                  | |
| 相模鉄道                    | 本線 いずみ野線                                                | 二俣川駅       | 本線海老名方面 / いずみ野線湘南台方面                                        | |
| 相模鉄道                    | 本線 相鉄新横浜線                                              | 西谷駅         | 本線横浜方面 / 相鉄新横浜線新横浜方面                                        | 羽沢横浜国大からJR埼京線方面に、新横浜から東急新横浜線に直通                                                                               |
| 都営地下鉄                  | 大江戸線                                                       | 都庁前駅       | 大江戸線六本木方面 → 飯田橋方面                                              | |
| 東京メトロ 都営地下鉄       | 南北線 三田線                                                  | 白金高輪駅     | 南北線赤羽岩淵方面 / 三田線西高島平方面                                      | 南北線と三田線は当駅 - 目黒駅間は線路を共用                                                                                                |
| 名古屋市営地下鉄            | 名城線 名港線                                                  | 金山駅         | 名城線新瑞橋方面 / 名港線名古屋港方面                                        | |
| 名古屋鉄道 名古屋市営地下鉄 | 犬山線 鶴舞線                                                  | 上小田井駅     | 犬山線名鉄名古屋方面 / 鶴舞線赤池方面                                        | |
| 名古屋鉄道                  | 名古屋本線 津島線                                              | 須ヶ口駅       | 名古屋本線名鉄岐阜方面 / 津島線津島方面                                      | |
| 名古屋鉄道                  | 本線 常滑線                                                    | 神宮前駅       | 名古屋本線豊橋方面 / 常滑線常滑方面                                          | |
| 名古屋鉄道                  | 常滑線 河和線                                                  | 太田川駅       | 常滑線常滑方面 / 河和線河和方面                                              | 金山方面行きは到着するホームが異なる |
| 近畿日本鉄道 京都市営地下鉄 | 京都線 烏丸線                                                  | 竹田駅         | 京都線京都方面 / 烏丸線国際会館方面                                          | |
| 近畿日本鉄道                | 奈良線 京都線 橿原線                                           | 大和西大寺駅   | 奈良線大阪難波方面 / 京都線京都方面                                          | |
| 近畿日本鉄道                | 奈良線 京都線 橿原線                                           | 大和西大寺駅   | 奈良線近鉄奈良方面 / 橿原線橿原神宮前方面                                    | |
| 近畿日本鉄道                | 奈良線 大阪線                                                  | 鶴橋駅         | 奈良線大阪難波方面 / 大阪線大阪上本町方面                                    | Y字構造 大阪上本町では到着するホームが異なる                                                                                               |
| 近畿日本鉄道                | 奈良線 大阪線                                                  | 鶴橋駅         | 奈良線近鉄奈良方面 / 大阪線伊勢中川方面                                      | Y字構造 大阪上本町では到着するホームが異なる                                                                                               |
| 近畿日本鉄道                | 南大阪線 長野線                                                | 古市駅         | 南大阪線橿原神宮前方面 / 長野線河内長野方面                                  | |
| 阪神電気鉄道                | 本線 阪神なんば線                                              | 尼崎駅         | 本線大阪梅田方面 / 阪神なんば線大阪難波方面                                  | 2番線（本線）と3番線（阪神なんば線） 3番線の阪神なんば線列車の乗客は2番線に停車中の本線普通列車を介して1番線の本線急行列車へ乗り換えられる |
| 阪急電鉄                    | 京都線 千里線                                                  | 淡路駅         | 京都線大阪梅田方面 / 千里線天下茶屋方面                                      | 天神橋筋六丁目からOsaka Metro堺筋線に直通                                                                                                  |
| 阪急電鉄                    | 京都線 千里線                                                  | 淡路駅         | 京都線京都河原町方面 / 千里線北千里方面                                      | |
| JR西日本                    | 東海道本線（JR神戸線・JR宝塚線） JR東西線 福知山線（JR宝塚線） | 尼崎駅         | JR神戸線大阪方面 / JR東西線京橋方面                                          | 大阪からJR京都線に直通 / 京橋から学研都市線に直通                                                                                          |
| JR西日本                    | 東海道本線（JR神戸線・JR宝塚線） JR東西線 福知山線（JR宝塚線） | 尼崎駅         | JR神戸線神戸方面 / JR宝塚線宝塚方面                                          | 神戸からJR神戸線に直通 |
| JR西日本                    | 関西本線（大和路線） 大阪環状線                                | 新今宮駅       | 大和路線JR難波方面 / 大阪環状線西九条方面                                    | |
| JR西日本                    | 関西本線（大和路線） 大阪環状線                                | 新今宮駅       | 大和路線久宝寺・阪和線日根野方面 / 大阪環状線鶴橋方面                        | |
| JR西日本                    | 関西本線（大和路線） おおさか東線                              | 久宝寺駅       | 大和路線JR難波方面 / おおさか東線新大阪方面                                  | |

- この表に記載されている例は一部に過ぎず、この他多数の分岐駅で対面接続が可能。
- この他、能勢電鉄山下駅では、日中に川西能勢口方面から日生中央駅（日生線）へ向かう客が妙見口駅（妙見線）行に乗車した場合、変則ながら同一ホームで対面乗り換えができるよう配慮されている（詳しくは山下駅を参照）。
- タイ王国のバンコク・スカイトレインサイアム駅でも同一ホームで対面乗り換えができる構造。

乗換駅
線路を共有せず、なおかつ乗り入れも行っていない路線同士だが、乗換駅のホームのみを共有することで対面乗り換えを可能とした事例。壁面や床面の案内を強化したり、車体の上部にもラインカラーを配するなどして乗り間違いを防止するという工夫をしている。
例として、東京メトロ表参道駅では、半蔵門線と銀座線の間で、押上方面と浅草方面および渋谷方面どうしの対面乗り換えが可能な構造になっている。西側の隣駅はいずれも渋谷駅だが、半蔵門線と銀座線は渋谷駅のホームが違う建物にあり、かなり離れている（半蔵門線は地下3階、銀座線は3階）ため、表参道駅で乗り換えた方が渋谷駅での徒歩移動が少なくなる。特に半蔵門線は渋谷駅を介して東急田園都市線との直通運転を行っているため、銀座線と田園都市線を乗り継ぐ際は表参道駅を利用した方が利便性が高くなる。
| 事業者                  | 路線                    | 駅         | 接続方向                                                                       | 備考 |  |
| ----------------------- | ----------------------- | ---------- | ------------------------------------------------------------------------------ | --- |  |
| 東京メトロ              | 銀座線 丸ノ内線         | 赤坂見附駅 | 銀座線渋谷方面 / 丸ノ内線荻窪方面                                              | 地下2階ホーム |  |
| 東京メトロ              | 銀座線 丸ノ内線         | 赤坂見附駅 | 銀座線浅草方面 / 丸ノ内線池袋方面                                              | 地下3階ホーム |  |
| 東京メトロ              | 銀座線 半蔵門線         | 表参道駅   | 銀座線渋谷方面 / 半蔵門線渋谷方面                                              | Y字構造 渋谷では到着するホームが異なる |  |
| 東京メトロ              | 銀座線 半蔵門線         | 表参道駅   | 銀座線浅草方面 / 半蔵門線押上方面                                              | Y字構造 渋谷では到着するホームが異なる |  |
| JR東日本                | 山手線 中央・総武緩行線 | 新宿駅     | 山手線渋谷方面 / 中央・総武緩行線千葉方面                                      | |  |
| JR東日本                | 山手線 中央・総武緩行線 | 新宿駅     | 山手線池袋方面 / 中央・総武緩行線三鷹方面                                      | |  |
| JR東日本                | 東海道線 横須賀線       | 戸塚駅     | 東海道線東京方面 / 横須賀線東京方面                                            | |  |
| JR東日本                | 東海道線 横須賀線       | 戸塚駅     | 東海道線小田原方面 / 横須賀線久里浜方面                                        | |  |
| 東急電鉄 東京メトロ     | 東横線 日比谷線         | 中目黒駅   | 東横線渋谷方面 / 日比谷線北千住方面                                            | |  |
| 東急電鉄 東京メトロ     | 東横線 日比谷線         | 中目黒駅   | 東横線横浜方面 / 日比谷線終着                                                  | 日比谷線は当駅が終着駅であり、横浜方面への営業運転は行われない 2013年3月15日までは当駅を介して東横線と日比谷線の相互直通運転が行われていた |  |
| 東急電鉄                | 目黒線 大井町線         | 大岡山駅   | 目黒線日吉方面 / 大井町線溝の口方面                                            | |  |
| 東急電鉄                | 目黒線 大井町線         | 大岡山駅   | 目黒線目黒方面 / 大井町線大井町方面                                            | |  |
| 西武鉄道                | 拝島線 国分寺線         | 小川駅     | 拝島線小平方面 / 国分寺線東村山方面                                            | |  |
| 西武鉄道                | 拝島線 国分寺線         | 小川駅     | 拝島線拝島方面 / 国分寺線国分寺方面                                            | |  |
| JR西日本                | 学研都市線 おおさか東線 | 放出駅     | 学研都市線木津方面 / おおさか東線久宝寺方面                                    | |  |
| JR西日本                | 学研都市線 おおさか東線 | 放出駅     | 学研都市線京橋方面 / おおさか東線新大阪方面                                    | 京橋からJR東西線に直通 |  |
| Osaka Metro             | 御堂筋線 四つ橋線       | 大国町駅   | 御堂筋線なかもず方面 / 四つ橋線住之江公園方面                                  | |  |
| Osaka Metro             | 御堂筋線 四つ橋線       | 大国町駅   | 御堂筋線千里中央方面 / 四つ橋線西梅田方面                                      | なんば以北では到着するホームが異なる |  |
| 神戸電鉄 神戸市営地下鉄 | 有馬線 北神線           | 谷上駅     | 有馬線湊川・新開地方面 / 有馬線有馬温泉・三田方面 / 北神線新神戸・西神中央方面 | 神戸電鉄は上下列車とも同一ホームに発着させることによって、三方向の乗り換えを可能にしている（朝夕の一部を除く）                             |  |

### 逆方向の対面乗り換え

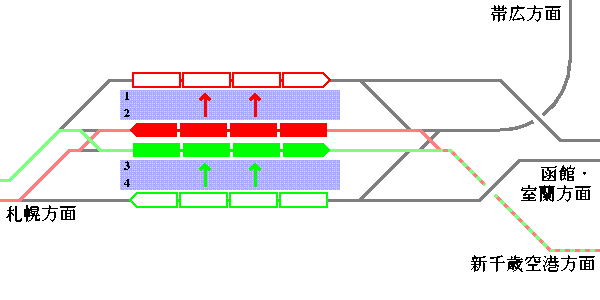
過去に実施されていた南千歳駅での対面乗り換え

路線の分岐駅や交差駅で、東西南北が逆方向へ進む列車相互の対面乗り換えができるようになっている例が存在。主に支線同士や、支線と本線の郊外方面への乗り換えのために設けられる。
日本では以下の事例がある。事業者によっては、対面乗り換えのために特例で折り返し乗車を認めている（複乗扱いとしない）駅もある。
なお、分岐駅が島式ホーム1面2線の単純な構造となっている場合は、特段の制約もなく対面乗り換えが可能。
空港路線への分岐駅の南千歳駅や日根野駅では、過去に配線及びホームの使用方法を工夫して、空港方面との列車と逆方面への列車（南千歳駅では苫小牧・帯広方面、日根野駅では和歌山方面）の対面乗り換えを行っていたが、ダイヤ構成の制約が大きく、日根野駅は1999年に、南千歳駅は2020年に終了した。
| 事業者                    | 路線                                      | 駅         | 接続方向                                                                          | 備考                                                                                       |
| ------------------------- | ----------------------------------------- | ---------- | --------------------------------------------------------------------------------- | ------------------------------------------------------------------------------------------ |
| JR東日本                  | 東北新幹線 山形新幹線                     | 福島駅     | 山形新幹線東京方面 / 東北新幹線新青森方面                                         |                                                                                            |
| JR東日本                  | 山形線 仙山線                             | 羽前千歳駅 | 山形線山形方面 / 仙山線仙台方面                                                   |                                                                                            |
| JR東日本                  | 山形線 仙山線                             | 羽前千歳駅 | 仙山線山形方面 / 山形線新庄方面                                                   |                                                                                            |
| JR東日本                  | 山手線 中央・総武緩行線                   | 代々木駅   | 中央・総武緩行線三鷹方面 / 山手線渋谷・品川方面                                   |                                                                                            |
| JR東日本                  | 山手線 京浜東北線                         | 品川駅     | 山手線渋谷・新宿方面 / 京浜東北線大宮方面                                         |                                                                                            |
| JR東日本                  | 京浜東北線 横浜線                         | 東神奈川駅 | 京浜東北線横浜方面 / 横浜線八王子方面                                             | 横浜線の発着する番線が列車により異なるため、 必ずしも対面接続が可能とは限らない            |
| JR東日本 東京臨海高速鉄道 | 湘南新宿ライン、相鉄・JR直通線 りんかい線 | 大崎駅     | 湘南新宿ライン・相鉄線直通列車大宮方面 / りんかい線新木場方面                     | りんかい線の発着する番線が列車により異なるため、 必ずしも対面接続が可能とは限らない        |
| JR東日本 東京臨海高速鉄道 | 湘南新宿ライン、相鉄・JR直通線 りんかい線 | 大崎駅     | りんかい線（当駅終着） / 湘南新宿ライン小田原・逗子方面、相鉄線直通列車海老名方面 | りんかい線の発着する番線が列車により異なるため、 必ずしも対面接続が可能とは限らない        |
| JR東日本 東京メトロ       | 中央線快速 東西線                         | 中野駅     | 中央線快速高尾方面 / 東西線西船橋方面                                             | 東西線の発着する番線が列車により異なるため、 必ずしも対面接続が可能とは限らない            |
| 東京メトロ 都営地下鉄     | 半蔵門線 都営新宿線                       | 九段下駅   | 半蔵門線押上方面 / 新宿線新宿方面                                                 |                                                                                            |
| 西武鉄道                  | 新宿線 池袋線                             | 所沢駅     | 新宿線西武新宿方面 / 池袋線池袋方面                                               |                                                                                            |
| 近畿日本鉄道              | 大阪線 名古屋線                           | 伊勢中川駅 | 大阪線大阪上本町方面 / 名古屋線近鉄名古屋方面                                     | 中央の3・4番線とその間の島式ホームをメインで使用することにより、対面乗り換えを実現している |
| JR西日本                  | 片町線（学研都市線） おおさか東線         | 鴫野駅     | 学研都市線木津方面 / おおさか東線新大阪方面                                       |                                                                                            |
| 南海電鉄                  | 本線 高野線                               | 天下茶屋駅 | 高野線なんば方面 / 本線和歌山市方面                                               | 岸里玉出駅との間で折り返し乗車となるが、 特例で認められている                              |
| 南海電鉄                  | 本線 空港線                               | 泉佐野駅   | 空港線なんば方面 / 本線和歌山市方面                                               |                                                                                            |
| 南海電鉄                  | 本線 空港線                               | 泉佐野駅   | 本線なんば方面 / 空港線関西空港方面                                               |                                                                                            |
| 京阪電気鉄道              | 本線 中之島線                             | 天満橋駅   | 本線出町柳方面 / 中之島線中之島方面                                               |                                                                                            |
| 阪神電気鉄道              | 本線 阪神なんば線                         | 大物駅     | 本線神戸三宮方面 / 阪神なんば線大阪難波方面                                       |                                                                                            |
| 阪急電鉄                  | 神戸本線 宝塚本線 京都本線                | 十三駅     | 神戸本線梅田方面 / 宝塚本線宝塚方面                                               |                                                                                            |
| 阪急電鉄                  | 神戸本線 宝塚本線 京都本線                | 十三駅     | 宝塚本線梅田方面 / 京都本線河原町方面                                             |                                                                                            |
| 西日本鉄道                | 天神大牟田線 甘木線                       | 宮の陣駅   | 天神大牟田線大牟田方面 / 甘木線甘木方面                                           |                                                                                            |

### 両方面への対面乗り換え

香港MTRの対面乗り換え

台北捷運の対面乗り換え

これまでの例のように、2路線の乗換が可能でも、対面乗り換えが可能な組み合わせは限定されていることが多い。そこで、駅の前後の線路に交差を設け、複数駅を用いて互いの路線の両方向へ乗り換えられるようにする場合がある。ただし列車本数の多い路線では、平面交差で対面乗り換えを実現することは困難なため、巧妙な立体交差を設けて対面乗り換えを行っている。
このような例は香港のMTRやシンガポールのMRTで見られ、複数の駅を組み合わせることにより同一方向・逆方向とも対面乗り換えができるようになっている例もある。右図は香港MTR觀塘線（緑）・将軍澳線（紫）の油塘駅（左上）、調景嶺駅（右下）の配線略図。觀塘線の九龍方面（上）と将軍澳線の香港島方面（左）の相互間は油塘駅で、九龍方面と将軍澳線の将軍澳方面（右下）は調景嶺駅で対面乗り換えが可能。
日本では、前2項で記述したように、山手線と中央・総武緩行線において、代々木駅 - 新宿駅間に立体交差を設けることで不完全ながら各方面への対面乗り換えを実現させている。山手線外回りと中央・総武緩行線西行、山手線内回りと中央・総武緩行線東行は新宿駅で、西行から内回りは代々木駅で対面乗り換えを行える。また、内回りから西行も代々木駅での対面乗り換えが可能だが、新宿駅を二度通る（「複乗」となって新宿 - 代々木間有効の定期券かフリー乗車券を持っていない限り、その区間の運賃が発生する）ことになるため、車内放送での案内は行われていない。また、外回りと東行は対面乗り換えを行うことが出来ず、代々木駅での階段移動が必要。
東京メトロ丸ノ内線の中野坂上駅では、1番線荻窪方面⇔2番線方南町方面⇔3番線池袋方面の両方向で対面乗り換えができる。

### 列車の起終点での対面乗り換え

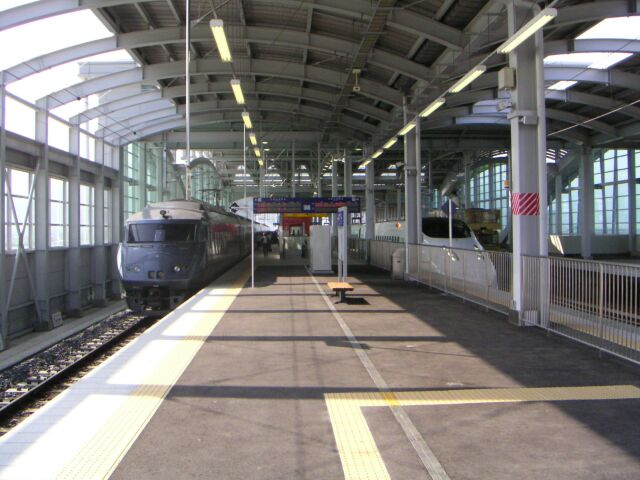
2011年まで存在した新八代駅での対面乗り換え

列車の終点となる駅において、さらに先に進む列車を対面に停車させて対面乗り換えを行うことがある。これは軌間や電化方式の違いにより直通運転ができない場合でも、乗り継ぎを容易にする効果がある。
新函館北斗駅では、北海道新幹線が発着する11番線ホームと在来線特急「北斗」・快速「はこだてライナー」が発着する1・2番線ホームは同一平面上にあり、乗換改札を介して対面乗り換えが可能になっている。
2018年4月15日からは新潟駅にて、在来線ホームの高架化により高架ホームが完成。新幹線11番ホームと在来線5番ホームの同一ホームで上越新幹線「とき」と在来線特急「いなほ」の対面乗り換えが可能になった。
姫路駅 - 岡山駅間にかかる対面乗り換えは、上郡駅経由の場合は相生駅、赤穂線経由の場合は播州赤穂駅において対面乗り換えを行っている。その他、東武東上線は小川町駅を境に寄居方面と池袋方面で運転系統が分離されているが（小川町駅をまたぐ運行がない）、配線やダイヤにより接続列車同士の対面乗り換えが出来るようになっている。

#### 同一列車として扱う場合

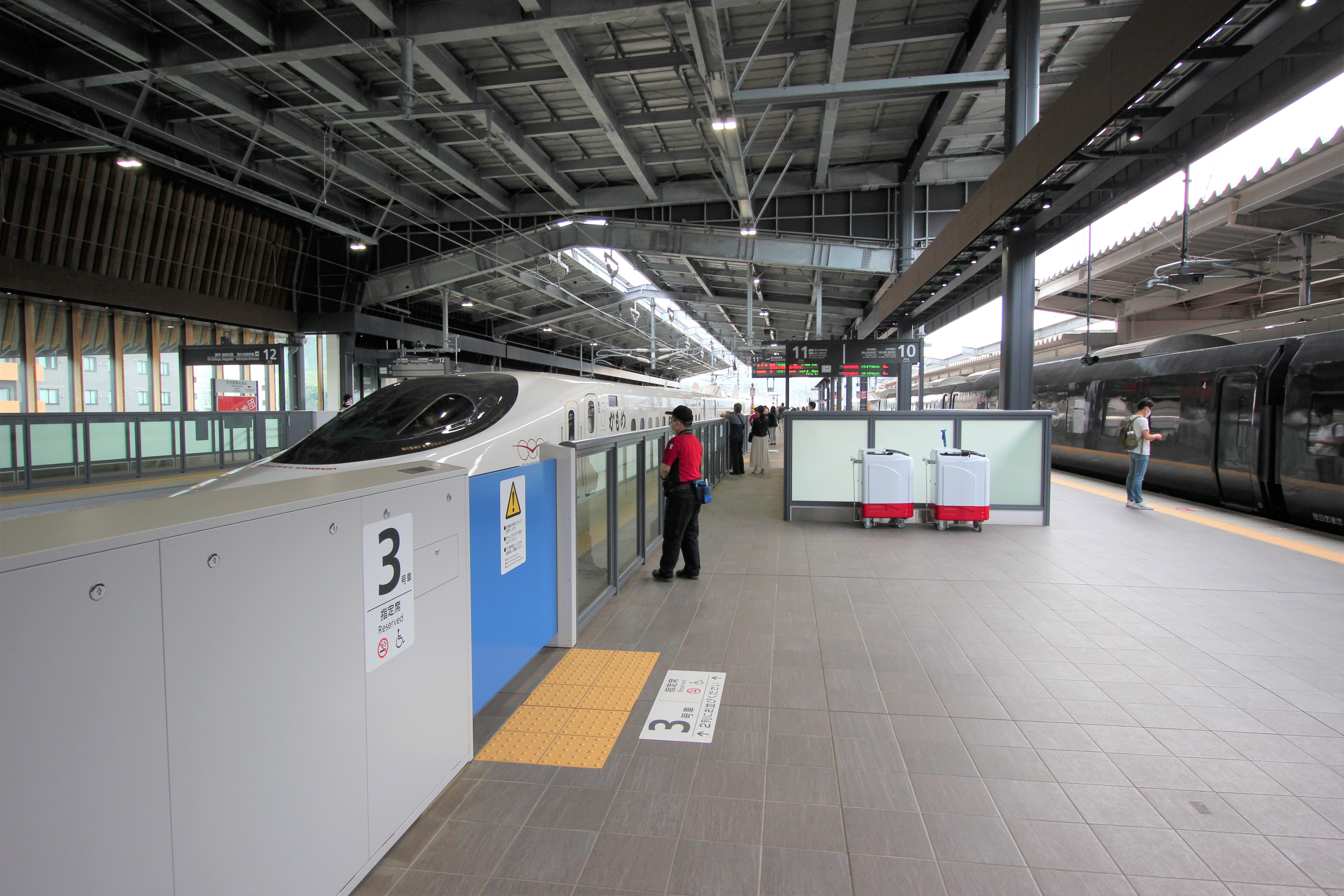
武雄温泉駅での対面乗り換え。左が新幹線「かもめ」、右が「リレーかもめ」。

対面乗り換えを生かし軌間や電化方式の違いにより直通運転ができない場合でも、乗り継ぎを容易にし2本の列車をあたかも1本の列車であるかのように扱った事例がある。
この例が九州新幹線・鹿児島本線の新八代駅であった。2004年の九州新幹線部分開業から2011年の博多延伸までは、新幹線ホームの対面に鹿児島本線の特急「リレーつばめ」を停車させ、新幹線「つばめ」と対面乗り換えで乗り継げるようになっており、JR九州では、方向幕や駅案内の工夫だけでなく、両列車を乗り継ぐ場合指定席の位置をできるだけ同じにする・特急券を一枚にするなど（一部例外あり。詳細は九州新幹線の乗り継ぎ料金制度を参照）、ソフト面でも乗り継ぎやすくしていた。これらの措置によりJR九州・鉄道建設・運輸施設整備支援機構 (JRTT)・鉄道情報システムの3者は、国土交通省の第3回日本鉄道賞（「便利で魅力ある鉄道をめざして」部門）を、またJR九州とJRTTは平成16年度バリアフリー化推進功労者表彰（内閣官房長官表彰）を受けている。
JR九州では前述の成功を受け、日豊本線大分駅で系統が分断されている「ソニック」（博多 - 大分）と「にちりん」（別府・大分 - 宮崎市内）の間でも同様の措置を行い、発着駅とホームを調整することにより別府駅または大分駅にて、指定席でも通し料金による対面乗り換えを可能とした。これにより東九州地区内の円滑な移動が実現した。
また、これと同様に2022年に部分開業した西九州新幹線でも暫定の起点駅である武雄温泉駅で新幹線「かもめ」と佐世保線の特急列車「リレーかもめ」・「みどり（リレーかもめ）」と対面接続を行っている。

### 異系統特急同士での対面乗り換え
前述のリレーつばめと九州新幹線の例のように、配線だけでなく発券システムを工夫することにより、特急列車同士の途中駅乗り換えでも円滑な移動・発券を実現できる。これにより、直通列車が少ない都市間の移動でも、直通列車と同等の利便性や乗車チャンスを確保できる。
ドイツ鉄道の都市間特急列車網「インターシティ」では、主要な駅で、異なる運転系統の「インターシティ」を、ホームの両側に停車させ、対面乗り換えを行う場合が多い。また、切符の発券でも、乗換えに要する距離を極力短くするように、乗車する車両を指定できるようなシステムが構築されている。1971年に「インターシティ」の制度が登場して以来、ICEの運行開始後も、基本的にこの思想が引き継がれている。
同様の思想は、日本においても、近鉄特急で実施されており、特急料金の通算（乗換え3回まで）と併せて、大和西大寺駅・大和八木駅・伊勢中川駅などでの対面乗換えが実施されている。特急の座席指定までを含めた対面乗り換えを実現するためには、それに対応した列車ダイヤの構築のみならず、発券システムの対応も重要な要素で、近鉄の場合、「ASKAシステム」と呼ばれる特急券予約システムが、異系統特急列車同士の対面乗り換えを支える要素の一つとして、重要な役割を担っている。

### 異種交通機関との対面乗り換え

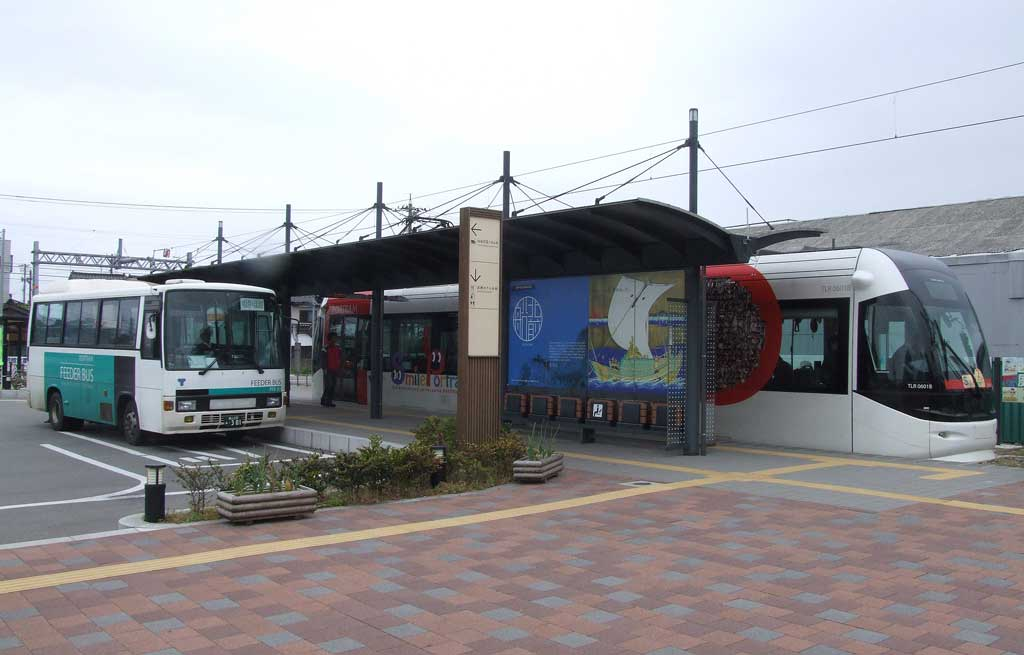
岩瀬浜駅でのバスと路面電車の対面乗り換え

単式ホームの線路に接しない側を利用して、バスやタクシー、船など鉄道以外の交通機関と対面（同一平面）で乗り換えられるようにした例も存在する。
スイスのシュピーツ駅ではバスとの対面乗り換えが可能となっている。
広島電鉄宮島線廿日市市役所前（平良）駅や富山地方鉄道富山港線岩瀬浜駅、熊本電気鉄道菊池線御代志駅では、ホームの向かい側にロータリーを設け、ホームとバス停のあるロータリーの歩道部分の段差をなくして、鉄道からバスにスムーズに乗り換えられるようにしている。三陸鉄道リアス線・JR大船渡線BRT盛駅でも、大船渡線の線路部分をかさ上げして専用道路に転用することで、段差なしでバスとリアス線のスムーズな乗り換えを可能にしている。
近鉄宇治山田駅にも1番ホームの向かい側にバス乗り場が設けられ、鳥羽線開業以前は鳥羽・賢島行のバスが乗り入れて当駅発着の特急列車と接続していた。宇治山田駅は高架駅のためバス乗り場と地平との間はスロープで結ばれていたが、スロープは伊勢中川方にのみ設置され、乗り入れたバスは転車台で方向転換していた。鳥羽線開業以降も定期観光バスが乗り入れ、設備も残されているが、現在バス乗り場は閉鎖されている。
また、イギリスのパディントン駅ではタクシーのホームと接続しており乗り換えが可能となっている。

## 評価
交通工学の分野では、新しい路線や駅の計画やダイヤの改善などの目的で、乗客にとっての利便性を定量的に評価しようとすることがある。その際にしばしば鉄道を利用する時間1分を金額に換算して評価することがあり、乗車している時間と乗り換え中の時間を異なる係数で金額に換算することで、乗客の乗り換えに対する抵抗感を表現する。乗り換え1回を定数で換算することもあれば、乗り換えに要する時間に係数を掛けて換算することもあるが、こうした換算方法ではホームの異なる乗り換えと対面乗り換えは区別されない。
これに対して、より詳細な研究では乗り換え中の歩行や階段使用を区別したものがある。「鉄道プロジェクトの評価手法マニュアル（2012年改訂版）」（国土交通省鉄道局監修）では、鉄道乗車時間1分は42.0円としているのに対して、上り階段では69.1円/分、下り階段では64.1円/分、水平歩行では52.3円/分、エスカレーターでは37.3円/分などと計算している。これによれば、対面乗り換えはそうでない乗り換えに比べて水平歩行だけで済むことと所要時間が短いことの両面で、乗客にとっての利便性が大幅に高いことが定量的に示されている。ただし、こうした換算係数は研究によっても大きく異なることがあり、使用には注意が必要。
さらに、乗り換え経路上の案内の有無、待合室やトイレ、売店といった設備、乗り換え改札など、さまざまな要素を考慮した研究も存在しており、モデル化の仕方によって評価は複雑なものとなる。